# Istobiensk
Istobiensk (ros. Истобенск) – wieś (sieło) w Rosji, w obwodzie kirowskim, w rejonie oriczewskim. W 2010 liczyła 570 mieszkańców.